# Pernal Williams
Pernal Williams est un footballeur international saint-lucien né le 15 août 1991. Il évolue au poste de défenseur avec l'Aiglon du Lamentin en DH Martinique.

## Biographie
Il commence à jouer au football professionnel en 2010 en TT Pro League avec le W Connection FC. En octobre 2013, il est enrôlé par l'Aiglon du Lamentin et rejoint la Martinique.